# Randers HK
Randers HK is een Deense vrouwenhandbalclub uit Randers die uitkomt in de GuldBageren Ligaen, de hoogste divisie in het dameshandbal in Denemarken. Het eerste team wordt getraind door Jan Leslie.
In seizoen '03-'04 bereikte Randers HK met een vierde plaats in de reguliere competitie de play-offs, maar verloor daarin van Slagelse FH waardoor ze de kruisfinale misliep. Op het Europese podium is Randers HKs beste resultaat het bereiken van de kwartfinale van de EHF Cup in seizoen '08-'09.